# (7016) Conandoyle
(7016) Conandoyle est un astéroïde de la ceinture principale.

## Description
(7016) Conandoyle est un astéroïde de la ceinture principale. Il fut découvert par Takeshi Urata le 30 décembre 1991 à l'observatoire de Nihondaira. Il présente une orbite caractérisée par un demi-grand axe de 2,26 UA, une excentricité de 0,174 et une inclinaison de 4,33° par rapport à l'écliptique.
Il fut nommé en hommage à l'écrivain écossais Arthur Conan Doyle (1859-1930), médecin de formation initiale, il est surtout connu pour le personnage de Sherlock Holmes.

## Compléments